# Tavastehus fängelse
Tavastehus fängelse är en kvinnoanstalt i Tavastehus med plats för 112 fångar. Snittbeläggningen år 2016 var 112. Den största delen av Finlands kvinnliga fångar placeras hit. Fängelset hör till Västra Finlands Brottspåföljdsregion.